# Страж (шхуна)
«Страж» — парусно-винтовая шхуна Балтийской крейсерской таможенной флотилии, затем Отдельного корпуса пограничной стражи и Балтийского флота Российской империи, участник Первой мировой войны. Во время службы с 1874 по 1916 год совершала плавания в Балтийском море, Финском и Рижском заливах, использовалась в качестве таможенного судна для борьбы с контрабандистами, погибла в результате кораблекрушения во время Первой мировой войны.

## Описание шхуны
Парусно-винтовая шхуна с железным корпусом, строившаяся по одному проекту со шхуной «Часовой». Водоизмещение шхуны составляло 207/230 тонн, длина по сведениям из различных источников — от 33 до 34,3 метра, ширина — 6,4 метра, а осадка — 2,5 метра. На судне была установлена паровая машина мощностью 300 индикаторных лошадиных сил, в качестве движителя помимо парусов использовался один гребной винт. В разное время судно было способно развивать скорость от 7-ми до 11-ти узлов. Экипаж шхуны состоял из 36 человек. Первоначальное вооружение шхуны состояло из 87-миллиметровых орудий производства Обуховского завода.
Одно из трёх судов Российского императорского флота, носивших наименование «Страж». В составе Черноморского флота России с 1822 по 1839 год несла службу одноимённая парусно-гребная канонерская лодка, принимавшая участие в русско-турецкой войне 1828—1829 годов, а также одноимённое судно, первоначально строившееся как минный заградитель для нужд Черноморского флота, но использовавшееся в качестве канонерской лодки Белого флота.

## История службы
Парусно-винтовая шхуна «Страж» была построена в Бьёрнеборге и после спуска на воду в 1874 году несла службу в составе Балтийской крейсерской таможенной флотилии.
В кампании с 1874 по 1878 год выходила в плавания в Балтийское море и Рижский залив. С 1891 по 1893 год совершала плавания в Балтийском море и Финском заливе, при этом 1 (13) января 1892 года командир шхуны лейтенант А. В. Давыдов был зачислен на высший оклад жалования. В октябре 1893 года при создании Отдельного корпуса пограничной стражи шхуну исключили из списков флота и передали в состав флотилии этого корпуса.
В кампанию 1894 года также находилась в плаваниях в Балтийском море и Финском заливе. 9 (21) декабря 1895 года после получения сообщения о готовящемся нарушении границы шхуна вышла из Либавы на перехват контрабандистов. Бросив якорь у Полангена экипаж «Стража» приступил к наблюдению за границей и около 18:00 обнаружили силуэты двух идущих со стороны Пруссии шхун. Со шхуны была спущена шлюпка с осмотровой партией, однако нарушители взяли обратный курс и покинули территориальные воды России. При этом одна из шхун вела на буксире тяжело нагруженную шлюпку, которую при бегстве были вынуждены бросить. Шлюпка с контрабандным грузом была перехвачена экипажем шхуны и отбуксирована в Либаву. В качестве контрабанды на борту шлюпки находились 16 ящиков, в которых были упакованы 17640 фарфоровых кукольных голов. За задержание груза все члены экипажа получили денежное вознаграждение.
По состоянию на 1 (14) января 1914 года шхуна дислоцировалась в Ревеле. После начала Первой мировой войны шхуна была мобилизована и зачислена в состав Балтийского флота Российской империи, а в октябре 1916 года погибла в результате кораблекрушения.

## Командиры шхуны
Командирами парусно-винтовой шхуны «Страж» в составе Российского императорского флота в разное время служили:
- капитан-лейтенант И. П. Уньковский (1873—1879 годы[комм. 1])[12];
- капитан-лейтенант С. П. Нелидов (по одним данным с 12 (24) мая 1879 года[13], по другим с 27 мая (8 июня) 1880 года до 1 (13) января 1881 года и c 1 (13) января 1884 года до 30 апреля (12 мая) 1884 года[11]);
- лейтенант А. В. Давыдов (с 11 (23) мая 1891 года до 17 (29) сентября 1894 года)[14];
- штабс-капитан Щелкунов (1895 год)[3].

### Комментарии
1. ↑  По другим данным до 27 мая (8 июня) 1880 года[11].